# Mary Lygon
Mary Lygon, Lady Lygon puis, durant son mariage, princesse Romanovsky-Pavlovsky, née le 12 février 1910 à Madresfield, en Angleterre, et morte le 27 septembre 1982 à Faringdon, est une aristocrate britannique liée par mariage à la maison Romanov.

## Famille
Lady Mary Lygon est la fille de William Lygon (1872-1938), 7e comte Beauchamp et gouverneur de Nouvelle-Galles du Sud (1899-1901), et de Lady Lettice Grosvenor (1876-1936), sœur de Hugh Grosvenor (1879-1953), 2e duc de Westminster.
Le 31 mai 1939, Lady Mary épouse, à Londres, le prince Vsevolod Ivanovitch de Russie (1914-1973), lui-même fils du prince Ioann Konstantinovitch de Russie (1886-1918) et de son épouse la princesse Hélène de Serbie (1884-1962). Par son père, le prince Vsevolod de Russie est donc l'arrière-arrière-petit-fils du tsar Nicolas Ier de Russie (1796-1855) tandis que par sa mère, il a pour grand-père le roi Pierre Ier de Serbie (1844-1921).
De ce mariage, qui se termine par un divorce en février 1956, ne naît aucun enfant.

## Biographie

### Des fiançailles royales avortées

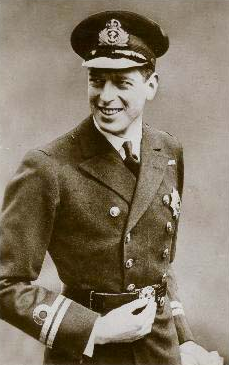
Le prince Georges d'Angleterre.

Cinquième enfant du comte et de la comtesse Beauchamp, Lady Mary voit le jour à Madresfield Court le 12 février 1912.
En juin 1930, Lady Mary commence à fréquenter le prince Georges, quatrième fils du roi Georges V du Royaume-Uni, et un projet de mariage est ébauché. Cependant, un scandale impliquant le père de la jeune fille oblige le prince à rompre tout lien avec Lady Mary en 1931 : l'homosexualité du comte Beauchamp est en effet rendue publique par son propre beau-frère, le duc de Westminster. Passible de prison, le comte doit s'exiler sur le continent et sa famille devient la risée de toute la haute société. Abandonné par son époux, Lady Beauchamp trouve refuge chez le duc de Westminster, ce que ses filles ne lui pardonnent pas. De leur côté, Lady Mary et ses trois sœurs (les « belles Beauchamp ») prennent en main le domaine de Madresfield Court,.
Vers cette époque, Lady Mary noue une amitié durable avec l'auteur britannique Evelyn Waugh. Les Lygon inspirent alors à l'auteur les principaux personnages de son roman Retour à Brideshead.

### Un mariage russe
Quelques années après le scandale lié à son père, Lady Mary rencontre le prince Vsevolod Ivanovitch de Russie et les deux jeunes gens ne tardent pas à tomber amoureux. Le 1er février 1939, ils annoncent officiellement leurs fiançailles. Leur mariage civil se déroule le 31 mai 1939, à Chelsea, en présence de deux des sœurs de Lady Mary, de deux témoins et d'un prêtre russe. La cérémonie religieuse est organisée le lendemain dans l'église orthodoxe russe de Buckingham Palace Road. Parmi les témoins du marié se trouvent les grands-ducs Vladimir Kirillovitch et Dimitri Pavlovitch de Russie ainsi que le prince Dimitri Alexandrovitch de Russie. À l'occasion de ses épousailles, Lady Mary est titrée princesse Romanovsky-Pavlovsky par le grand-duc Vladimir Kirilovitch.
Pendant la Seconde Guerre mondiale, Mary met en place la Princess Pavlovsky's Unit, une unité de la Croix-Rouge possédant sa propre ambulance. En 1940, le couple déménage dans une résidence plus petite située à Montpelier Walk, dans South Kensington. Le couple mène grand train malgré les restrictions dues à la guerre et donne de nombreux dîners et cocktails à l'attention des diplomates serbes. De fait, Vsevolod est le cousin germain du roi exilé Pierre II de Yougoslavie. En 1944, Lady Mary prête d'ailleurs sa robe de mariée à la princesse Alexandra de Grèce à l'occasion de son mariage avec Pierre II.

### Déclin
Sans enfant, le couple princier reporte longtemps son amour sur ses pékinois. Mais, à partir de 1948, le mariage de Vsevolod et de Mary commence à aller à la dérive. Le couple a toujours eu l'habitude de boire beaucoup et Mary sombre progressivement dans l'alcoolisme et la dépression. Bientôt, le couple se jette des assiettes à la figure.
Les amis de Mary considèrent que le prince a dilapidé sa fortune. En 1952, le ménage est brisé, mais continue à partager un appartement, sans toutefois se parler. L'année suivante, Vsevolod et Mary déménagent pourtant dans un appartement situé à Hove, dans le Sussex. Désargentée, la princesse est contrainte de vendre ses bijoux. Son frère, le nouveau comte Beauchamp, et sa sœur, Lady Lettice, proposent alors au couple de venir vivre séparément dans leurs résidences respectives, ce qu'ils ne peuvent accepter. Peu après la Noël 1953, Vsevolod quitte finalement le domicile conjugal. Durant l'année 1954, la santé mentale de Mary décline. Le couple finit par divorcer en février 1956 sur la base de l'adultère de Vsevolod.
En 1957, Mary abandonne son titre de princesse Romanovsky-Pavlovsky et reprend son nom et son rang de fille de comte du Royaume-Uni. Elle ne se remarie jamais et reste alcoolique jusqu'à la fin de ses jours. Elle meurt entourée de ses chiens, à Faringdon, en 1982.

## En littérature et à l'écran
Dans le roman Retour à Brideshead d'Evelyn Waugh (1945), le personnage de Lady Julia Flyte est directement inspiré de Lady Mary, amie de l'auteur.
À la télévision, le personnage de Lady Julia Flyte est interprété par Diana Quick en 1981 et, au cinéma, par Hayley Atwell en 2008.